# Актиномикома
Актиномикома (новолат. actinomycoma; от др.-греч. ἀκτίς — луч и μύκης — гриб, др.-греч. -ωμα от ὄγκωμα — «опухоль») — специфическая гранулема, которая образуется вследствие попадания в организм лучистого грибка новолат. Nocardia asteroides.
Инфекция чаще всего распространяется в клетчатке, реже гематогенно или лимфогенно. Клинически внутричерепная актиномикома проявляет себя как опухоль мозга. Почти всегда отмечается менингеальный синдром с плеоцитозом. Могут наблюдаться застойные процессы глазного дна. Сопровождается лейкоцитозом. Наиболее частая локализация гранулем — кора больших полушарий, мозжечок, иногда гассеров узел, гипоталамическая область и третий желудочек. При актиномикозе грудной клетки процесс может распространяться на позвоночник с образованием натечника или гранулемы внутри позвоночного канала с симптомами сдавления спинного мозга. В центре гранулемы почти всегда наблюдаются участки некроза. Характерно присутствие ксантомных клеток, капелек жира и друз грибка. Наличие хронического воспалительного процесса с образованием свищей как правило указывает на актиномикоз.

## Симптомы и клинические проявления
Подтверждением диагноза является обнаружение друз в препарате из отделяемого свища. Для диагностики также применяется внутрикожная аллергическая проба с актинолизатом и реакция связывания комплемента.

## Лечение
Инъекций актинолизата внутрикожно с постепенным увеличением дозы. Антибиотики в больших дозах. При ограниченных гранулемах на фоне усиленной противовоспалительной терапии производят их хирургическое удаление.